# 미즈우치 다케시
미즈우치 다케시(일본어: 水内 猛, 1972년 11월 19일 ~ )는 일본의 전 축구 선수이다.

## 구단 경력
1991년 일본 사커 리그의 미쓰비시 자동차(우라와 레즈)에 입단했다. 1995년까지 50경기에 나서 10득점을 기록했다. 1996년 재팬 풋볼 리그의 브럼멜 센다이로 이적했다. 1997년후 현역 은퇴.